# ماتيو دي سميت
ماتيو دي سميت هو لاعب كرة قدم بلجيكي في مركز الوسط، ولد في 27 أبريل 2000 في بلجيكا. لعب مع زولته فاريجيم.